# Consiglio nazionale per il mantenimento della pace
Il Consiglio nazionale per il mantenimento della pace (CNMP; in lingua thai: คณะรักษาความสงบเรียบร้อยแห่งชาติ; trascrizione RTGS: Khana Raksa Khwam Sa-ngop Riabroi Haeng Chat) fu la giunta militare che mise in atto il colpo di Stato del 23 febbraio 1991 in Thailandia e che controllò il Paese fino al maggio del 1992. Il leader della giunta fu il comandante in capo dell'Esercito Thailandese, il generale Suchinda Kraprayoon. Le proteste innescate dalla sua nomina a primo ministro il 7 aprile 1992 postarono a imponenti manifestazioni stroncate con la violenza nel cosiddetto maggio nero, a cui fecero seguito le dimissioni di Suchinda e lo scioglimento cel CNMP.

## Premesse
Dopo 12 anni di dittatura militare, nel 1988 si tennero le elezioni al termine delle quali fu formato un governo di coalizione guidato dal partito Nazione Thai; fu nominato primo ministro Chatichai Choonhavan e la consultazione segnò uno spartiacque rispetto alla politica del passato, il potere non fu più incentrato sull'autoritarismo dell'esercito, ma si servì di quest'ultimo per favorire gli interessi dei grandi capitalisti dell'industria e del commercio. Il periodo in cui Choonhavan fu a capo dell'esecutivo fu caratterizzato da una serie di scandali che coinvolsero il governo.

## Colpo di Stato
Il governo di Choonhavan ebbe fine con il colpo di Stato militare del febbraio 1991 organizzato dal Consiglio nazionale per il mantenimento della pace, alla cui guida vi furono i generali Sunthorn Kongsompong e Suchinda Kraprayoon. Il CNMP difese in realtà le élite della burocrazia thailandese, i cui interessi erano stati messi in pericolo dal governo. Choonhavan fu costretto all'esilio e i militari affidarono il nuovo governo ad interim al manager bancario ed ex diplomatico Anand Panyarachun.

## Nuova Costituzione, elezioni e nomina a primo ministro del leader del CNMP
Il nuovo governo predispose per la giunta militare la nuova Costituzione sulla base della quale furono stabilite le regole per le nuove elezioni, che si tennero il 22 marzo 1992. Dopo le elezioni, la coalizione formata dai partiti Samakkee Dhamma, Nazione Thai, Azione Sociale, Cittadino Thai e Rassadorn scelse come primo ministro Suchinda Kraprayoon, che fu nominato il 7 aprile 1992 malgrado non fosse stato eletto. La nomina fu possibile grazie a un articolo della nuova Costituzione, che autorizzava l'elezione a capo del governo anche per chi non era stato eletto.

## Maggio nero
Subito dopo la nomina di Suchinda, il popolo e le opposizioni diedero il via alle proteste, a capo delle quali vi fu Chamlong Srimuang, ex generale dell'esercito ed ex sindaco di Bangkok. Nella prima sessione costitutiva della Camera dei Rappresentanti del 16 aprile, membri dell'opposizione si presentarono con il lutto al braccio per esprimere il loro dolore per la perdita della democrazia. Nei giorni successivi vi furono grandi manifestazioni di protesta a Bangkok a cui presenziarono decine di migliaia di thailandesi.
Il 6 maggio una folla di 150 000 oppositori del governo si riunirono attorno al parlamento; in tale occasione il primo ministro Suchinda prese per la prima volta posizione gettando discredito sui capi della rivolta. Il 9 maggio, Suchinda annunciò un imminente emendamento alla Costituzione per impedire la nomina a primo ministro di chi non era stato eletto e le proteste si placarono temporaneamente ma fu mantenuto un presidio in centro a Bangkok. Malgrado Suchinda affermasse che i manifestanti erano comunisti e anti-monarchici, questi esibirono immagini del re, cantarono l'inno reale, permisero il passaggio attraverso Ratchadamnoen del convoglio della principessa Sirindhorn il 10 maggio, in occasione di una festa buddista. Anche la cerimonia dell'aratura reale a Sanam Luang e la visita di re Rama IX al Wat Phra Kaew avvennero senza incidenti.
Il governo non predispose l'emendamento nei tempi promessi e il 17 maggio il popolo tornò in massa a protestare. Verso le 21 furono ebbero inizio gli scontri tra le forze dell'ordine e 30 000 dimostranti. Intorno a mezzanotte, il governo dichiarò la legge marziale e verso le tre del mattino i soldati ricevettero l'ordine di sparare sulla folla e vi furono le prime vittime. tra i dimostranti, molti dei quali furono arrestati. Gli scontri continuarono per tutta la giornata e la notte seguente.
La sera del 19 maggio i militari avevano ormai il controllo della città ad eccezione di alcune zone presidiate dai dimostranti. La sera dopo, re Bhumibol Adulyadej convocò a palazzo Suchinda Kraprayoon e il leader dell'opposizione Chamlong Srimuang per un confronto pubblico che fu trasmesso dalle TV nazionali e chiese loro di porre subito fine alle violenze e di trovare un compromesso. Chamlong e Suchinda si dichiararono disponibili al dialogo, Chamlong fu rilasciato dalla custodia e gli scontri ebbero fine.

## Fine del governo Suchinda e scioglimento del CNMP
In seguito Suchinda annunciò che si sarebbe dimesso dopo la modifica della Costituzione e il 21 maggio vi fu un presidio al Monumento della democrazia durante il quale Chamlong minacciò la ripresa delle proteste se non fosse stata attuata la promessa revisione della Costituzione. Alcuni degli oppositori al regime erano insoddisfatti dall'esito dei negoziati avvenuti alla presenza del re e chiesero che il primo ministro fosse punito. Il giorno dopo, l'Alleanza per la democrazia chiese ufficialmente la punizione dei funzionari responsabili della strage e le dimissioni di Suchinda. Secondo fonti ufficiali i morti furono 52, 293 i dispersi e oltre 505 feriti, numeri messi in dubbio da testimoni oculari che videro i militari portare corpi non identificati direttamente al crematorio. Il numero dei dispersi fu tra i 227 e i 300 e buona parte degli arrestati furono torturati.
Il 24 maggio, il re concesse l'amnistia a tutti coloro coinvolti negli scontri e Suchinda rassegnò finalmente le dimissioni. La carica fu temporaneamente affidata al suo vice fino al 10 giugno, quando fu nuovamente nominato primo ministro Anand Panyarachun. L'amnistia suscitò malcontento soprattutto perché il re non aveva il diritto costituzionale di concederla, ma Bhumibol godeva di tale prestigio che nessun politico mise in dubbio le sue decisioni. Il cognato di Suchinda, Issarapong Noonpakdi rimase provvisoriamente comandante in capo dell'esercito e il suo compagno di classe Kaset Rojananil comandante supremo delle forze armate. I militari giustificarono la brutale repressione sostenenedo che i dimostranti erano pericolosi comunisti e mettevano in pericolo la nazione e la monarchia. Bloccarono qualsiasi indagine sugli eventi e punizioni a loro carico, minacciando un nuovo colpo di Stato.

## Eventi successivi
Il 25 maggio fu approvato l'emendamento costituzionale con cui in futuro il primo ministro doveva essere un membro eletto del Parlamento. Furono limitati i poteri del Senato non eletto, che come disposto dalla Costituzione era stato scelto dalla giunta. Il presidente della Camera, invece del presidente del Senato, divenne presidente di tutta l'Assemblea nazionale. Il presidente della Camera invitò invano i partiti di coalizione e opposizione a formare un governo di unità nazionale. Fu quindi sottoposta al re la candidatura a primo ministro di Somboon Rahong del partito Nazione Thai, ma Bhumibol scelse il 10 giugno l'apartitico e liberale Anand Panyarachun, contraddicendo paradossalmente la nuova costituzione modificata, poiché Anand non era un deputato del Parlamento. Era comunque un personaggio accettabile da tutte le parti e la sua nomina fu votata all'unanimità. A fine luglio Kaset e Issarapong furono rimossi dai vertici delle forze armate. La commissione speciale della Camera dei rappresentanti incaricata di chiarire gli eventi giunse alla conclusione che era stato fatto un uso eccessivo della forza per sopprimere le dimostrazioni e furono fatti alcuni nomi dei militari responsabili delle violenze. Suchinda fu in seguito nominato presidente di Telecom Asia (diventata poi True), colosso della telefonia che durante il governo di Anand ricevette una concessione per installare 2 milioni di linee telefoniche.